# Cisów (Łódź)
Pour les articles homonymes, voir Cisów.
Cisów est une localité polonaise de la gmina de Rokiciny, située dans le powiat de Tomaszów Mazowiecki en voïvodie de Łódź.